# Pseudonemophas versteegii
Pseudonemophas versteegii là một loài bọ cánh cứng trong họ Cerambycidae.